# Park (film, 1984)
Pour les articles homonymes, voir Park, Parc et Parc (homonymie).
Pour plus de détails, voir Fiche technique et Distribution.
Park (en azéri : Park) est un film dramatique soviétique réalisé par Rasim Ojagov (ou Odzhagov) et sorti en 1984.

## Fiche technique
- Titre original : Park
- Réalisation : Rasim Ojagov
- Scénario : Roustam Ibraguimbekov
- Photographie : Yuri Vorontsov, Rafaïl Kambarov
- Montage :
- Musique : Compositeur Emin Makhmoudov
- Pays de production : Union soviétique
- Langue originale : azéri
- Format : couleur
- Genre : drame
- Durée : 81 minutes
- Dates de sortie :   
  - Union soviétique : 30 janvier 1984 (à Bakou)

## Distribution
- Fäxräddin Manafov : Marat (comme Farkhad Manafov)
- Galina Beliaïeva : Vika
- Mikayil Karimov : Dost
- Stanislav Sadalskiy : Kamil
- Abbas Kazimov : Mirza
- Alexandre Kaliaguine : Gena
- Galina Polskikh : Matiss
- Mabud Magerramov : Alik
- Tofik Sabanov : Vaqif
- Hasanagha Turabov : (comme Gasan Turabov)
- Tahir Yakhin :
- Tamara Urzhumova : la mère de Marat
- Natavan Mamedova :
- Ruslan Nasirov :
- Hazri Ragimov :
- Maksim Svedov :